# Bozener Straße 12 (Mönchengladbach)

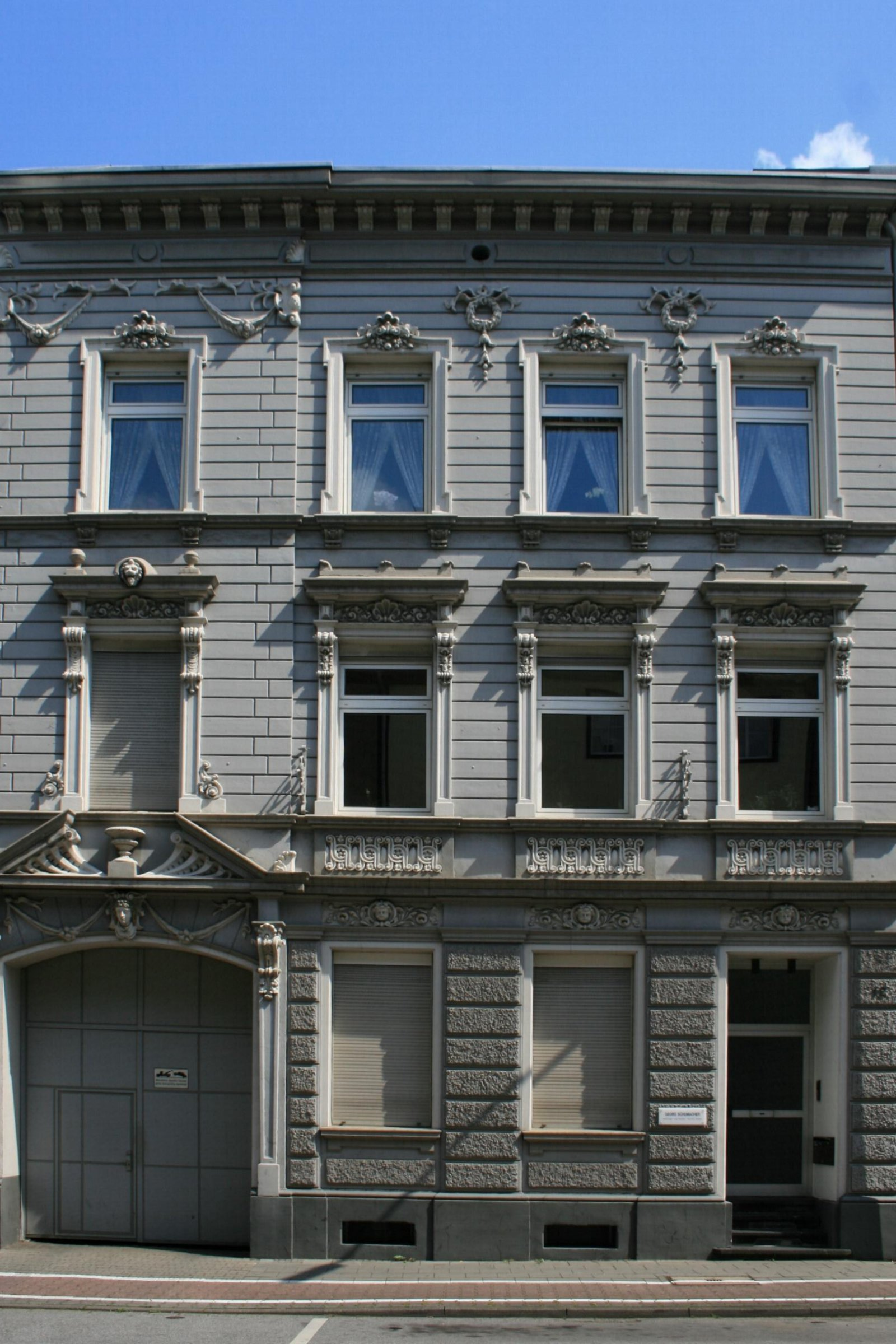
Wohnhaus (2010)

Das Wohnhaus Bozener Straße 12 steht im Stadtteil Eicken in Mönchengladbach (Nordrhein-Westfalen).
Das Gebäude wurde um die Jahrhundertwende erbaut. Es ist unter Nr. B 058 am 15. Dezember 1987 in die Denkmalliste der Stadt Mönchengladbach eingetragen worden.

## Architektur
Die Bozener Straße liegt im Stadterweiterungsgebiet in Richtung Eicken. Sie ist in ihrem Bestand historischer Häuser durch Kriegszerstörung stark dezimiert und Haus Nr. 12 zeigt nur noch fragmentarisch, wie der Straßenzug einmal ausgesehen hat.
Bei dem Gebäude handelt es sich um ein dreigeschossiges Traufenhaus aus Backstein mit Drempel und flachgeneigtem Satteldach. Das wurde um die Jahrhundertwende erbaut. Zur Straße dezent dekorierte Stuckfassade in vierachsiger Gliederung, links durch einen Seitenrisalit akzentuiert.